# Pangyo (metropolitana di Seul)
La stazione di Pangyo (판교역 - 板橋驛, Pangyo-yeok ) è una stazione della  linea Sinbundang, metropolitana suburbana automatica gestita dalla Shin Bundang Line Corporation situata nel quartiere di Bundang-gu della città di Seongnam, nel Gyeonggi-do, nell'area metropolitana di Seul.

## Linee
- Linea Sinbundang (codice: D11)
- Linea Gyeonggang (codice: K410)

## Struttura
La stazione dispone di due marciapiedi laterali protetti da porte di banchina e due binari sotterranei al centro.
| Dir. nord | ■ Linea Sinbundang | per Gangnam e Yangjae |
| Dir. sud  | ■ Linea Sinbundang | per Jeongja           |

## Stazioni adiacenti
| «                 | Servizio         | »                |
| Linea Sinbundang  | Linea Sinbundang | Linea Sinbundang |
| ----------------- | ---------------- | ---------------- |
| Cheonggyesan-ipku | -                | Jeongja          |